# White Fang (film, 1925)
Pour les articles homonymes, voir White Fang et Croc-Blanc (homonymie).
White Fang est un film américain réalisé par Laurence Trimble et sorti en 1925.

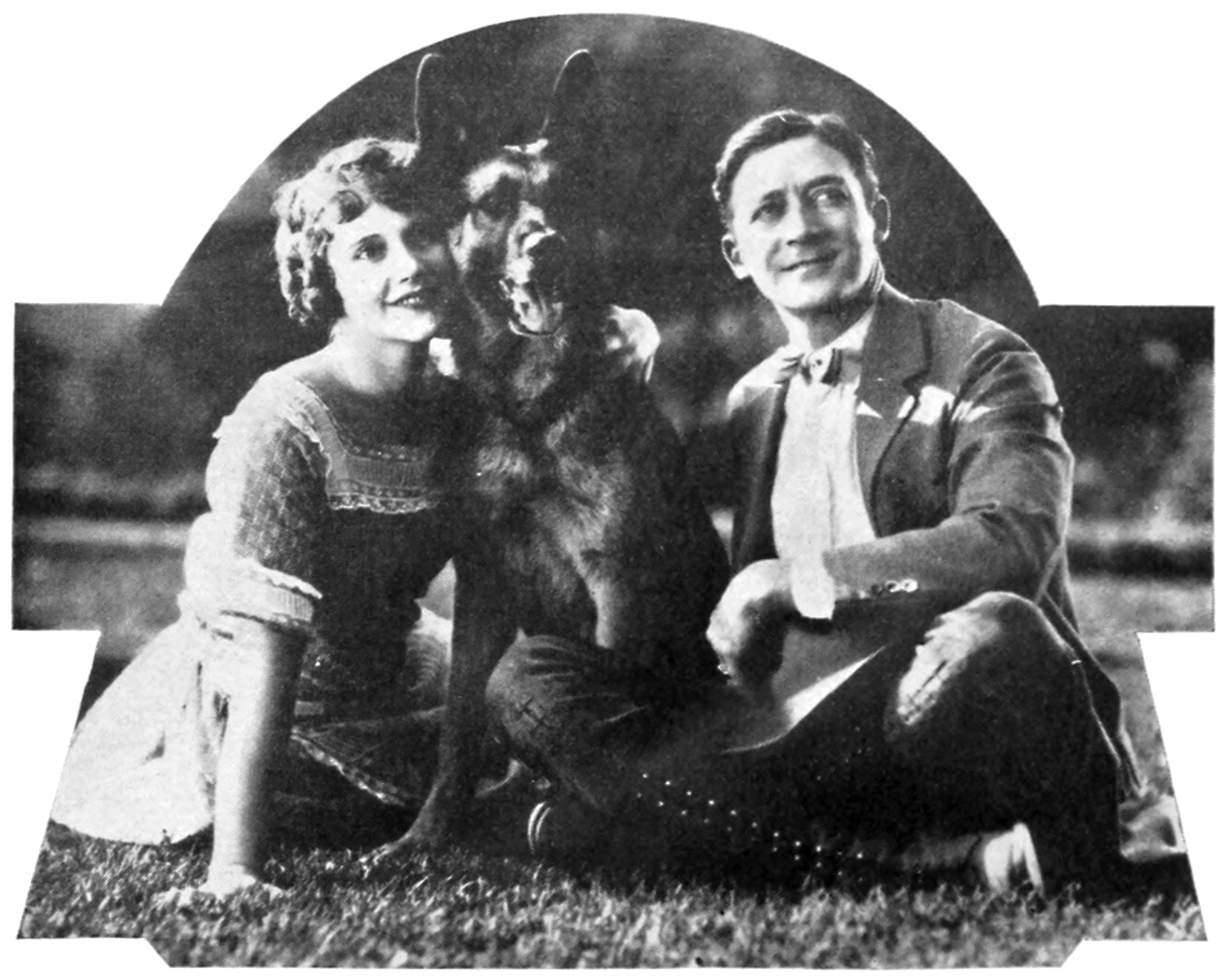
Les vedettes du film : Ruth Dwyer, Strongheart et Theodore von Eltz.

C'est la première adaptation du roman Croc-Blanc de Jack London au cinéma.

## Fiche technique
- Réalisation : Laurence Trimble
- Scénario : Jane Murfin d'après le roman Croc-Blanc de Jack London.
- Photographie : Glen Gano, King D. Gray, John W. Leezer
- Production :  Robertson-Cole Pictures Corporation
- Dates de sortie: 
  - États-Unis : 24 mai 1925

## Distribution
- Strongheart : White Fang
- Theodore von Eltz : Weadon Scott
- Ruth Dwyer : Mollie Holland
- Matthew Betz : Frank Wilde
- Walter Perry : Joe Holland
- Charles Murray : Judson Black